# Джаны-Талап (Ошская область)
Джаны-Талап (кирг. Жаңы-Талап) — село в Кара-Кульджинском районе Ошской области Кыргызстана. Входит в состав Кашка-Жолского айылного аймака.

## География
Село расположено в северной части области, на правом берегу реки Карадарьи, на расстоянии приблизительно 14 километров (по прямой) к западо-северо-западу от села Кара-Кульджа, административного центра района. Абсолютная высота — 1169 метров над уровнем моря.

## Население
Согласно оценочным данным Национального статистического комитета Кыргызской Республики, численность населения села на начало 2023 года составляла 1724 человека.
| год     | 2009 | 2014 | 2015 | 2020 | 2021 | 2023 |
| ------- | ---- | ---- | ---- | ---- | ---- | ---- |
| человек | 1610 | 1625 | 1636 | 1785 | 1795 | 1724 |